# Bouffignereux
Bouffignereux ist eine französische Gemeinde mit 95 Einwohnern (Stand: 1. Januar 2022) im Département Aisne in der Region Hauts-de-France. Sie gehört zum Arrondissement Laon und zum Kanton Villeneuve-sur-Aisne.

## Lage
Die Gemeinde Bouffignereux liegt in einem Seitental der Aisne am Ostrand des Höhenzuges Chemin des Dames an der Grenze zum Département Marne, 15 Kilometer nordwestlich von Reims. Nachbargemeinden sind Gernicourt im Norden, Cormicy im Osten, Guyencourt im Süden und Roucy im Westen.

## Bevölkerungsentwicklung
| Jahr                       | 1962 | 1968 | 1975 | 1982 | 1990 | 1999 | 2006 | 2014 | 2021 |
| -------------------------- | ---- | ---- | ---- | ---- | ---- | ---- | ---- | ---- | ---- |
| Einwohner                  | 70   | 60   | 59   | 89   | 111  | 110  | 111  | 102  | 96   |
| Quellen: Cassini und INSEE |      |      |      |      |      |      |      |      |      |

## Sehenswürdigkeiten
- Kirche Saint-Rémi
- ehemaliges öffentliches Waschhaus (Lavoir)

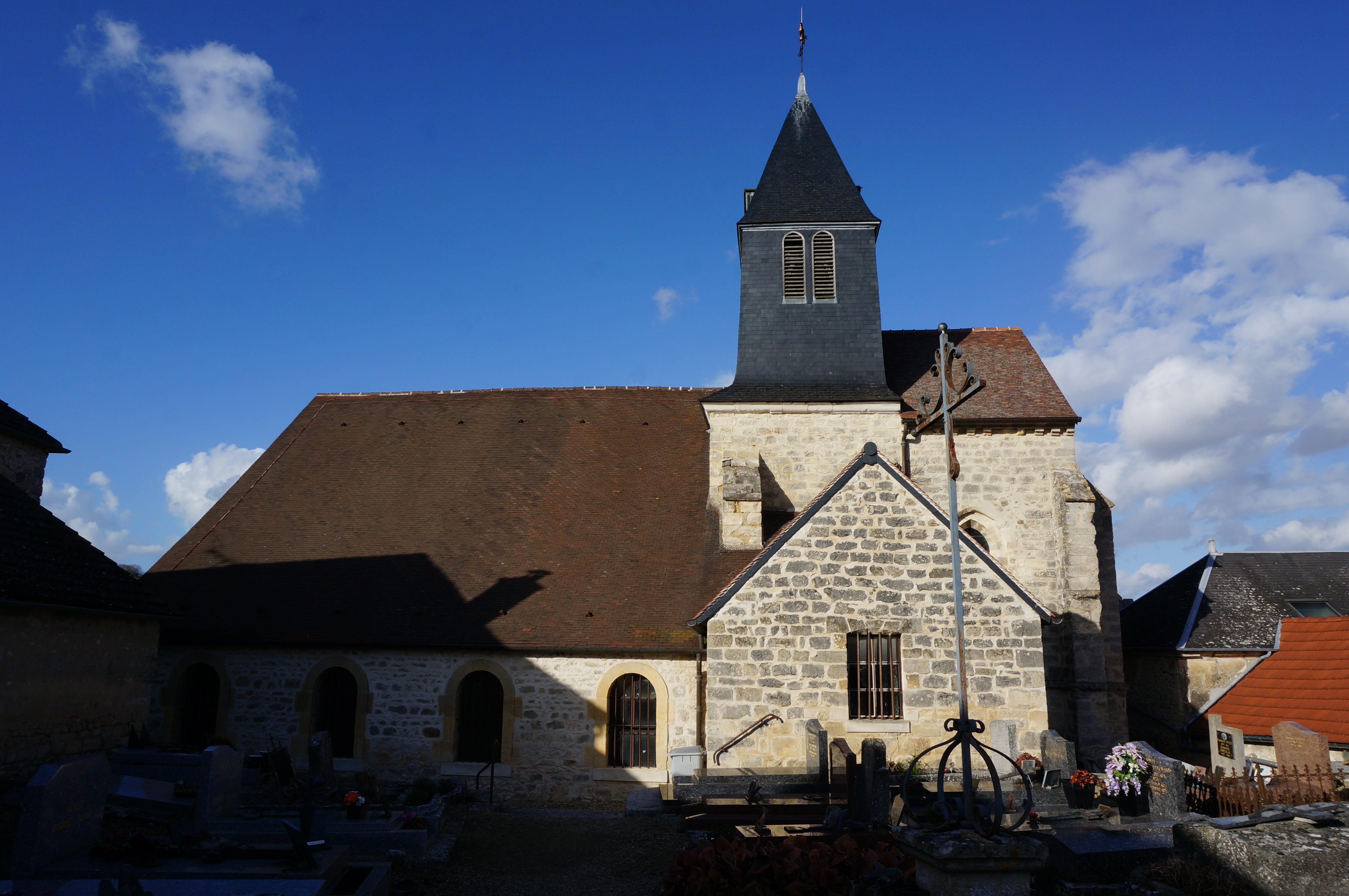
Kirche Saint-Rémi
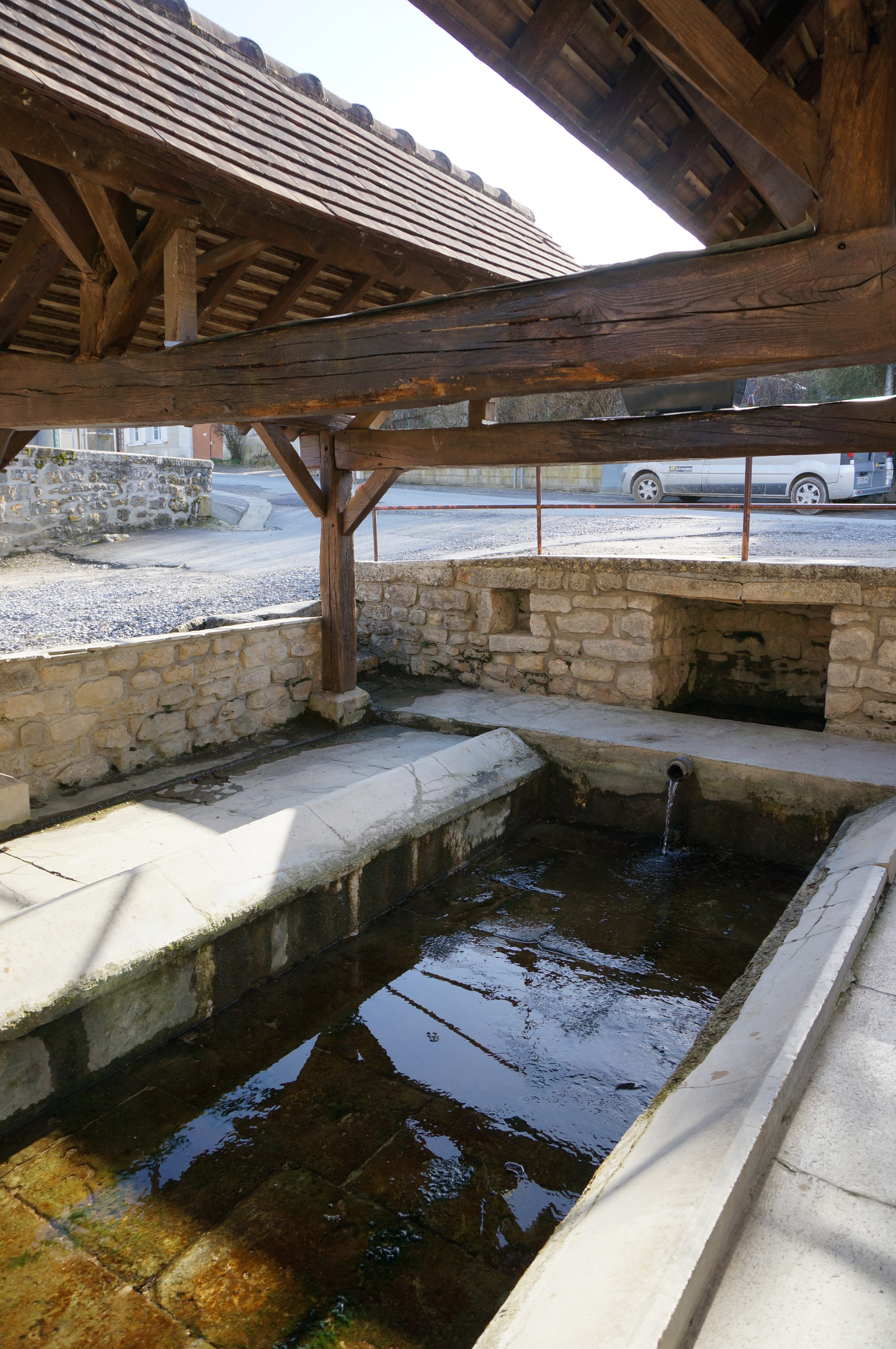
Lavoir